# Ключевское сельское поселение (Пермский край)
Ключевское се́льское поселе́ние — муниципальное образование в Суксунском районе Пермского края Российской Федерации.
Административный центр — село Ключи.

## История
Статус и границы сельского поселения установлены Законом Пермской области от 10 ноября 2004 года № 1719-349 «Об утверждении границ и о наделении статусом муниципальных образований Суксунского района Пермского края»

## Население
| 2010  | 2012  | 2013  | 2014  | 2015  | 2016  | 2017  |
| ----- | ----- | ----- | ----- | ----- | ----- | ----- |
| 3059  | ↘3013 | ↘2952 | ↗4734 | ↘4709 | ↗4734 | ↗4751 |
| 2018  | 2019  |       |       |       |       |       |
| ↘4675 | ↘4607 |       |       |       |       |       |

## Состав сельского поселения
| №  | Населённый пункт | Тип населённого пункта       | Население |
| -- | ---------------- | ---------------------------- | --------- |
| 1  | Агафонково       | деревня                      | 252       |
| 2  | Балаши           | деревня                      | 64        |
| 3  | Бердыкаево       | деревня                      | 110       |
| 4  | Брехово          | село                         | 733       |
| 5  | Говырино         | деревня                      | 49        |
| 6  | Елесино          | деревня                      | 7         |
| 7  | Ключи            | село, административный центр | ↗1717     |
| 8  | Копорушки        | деревня                      | 25        |
| 9  | Ларичи           | деревня                      | 4         |
| 10 | Мартьяново       | деревня                      | 113       |
| 11 | Набоки           | деревня                      | 12        |
| 12 | Осинцово         | деревня                      | 162       |
| 13 | Пастухово        | деревня                      | 72        |
| 14 | Полько           | деревня                      | 18        |
| 15 | Сыра             | село                         | 324       |
| 16 | Тис              | село                         | 356       |
| 17 | Торговище        | село                         | 401       |
| 18 | Усть-Лог         | деревня                      | 52        |
| 19 | Чекарда          | деревня                      | 28        |
| 20 | Чистяково        | деревня                      | 4         |
| 21 | Шахарово         | деревня                      | 374       |
| 22 | Юлаево           | деревня                      | 111       |
| 23 | Ярушино          | деревня                      | 71        |